# NGC 7507
NGC 7507 is een elliptisch sterrenstelsel in het sterrenbeeld Beeldhouwer. Het hemelobject werd op 30 oktober 1783 ontdekt door de Duits-Britse astronoom William Herschel.

## Synoniemen
- ESO 469-19
- MCG -5-54-22
- AM 2309-284
- PGC 70676